# Julia Elena Fortún
Julia Elena Fortún Melgarejo (Sucre; 9 de octubre de 1929-5 de diciembre de 2016)fue maestra, historiadora, antropóloga y etnomusicóloga boliviana, pionera en este campo en su país.Estudió música en la Academia Eduardo Berdecio y posteriormente en el Conservatorio Nacional de Música en la ciudad de La Paz. Se licenció en antropología en Buenos Aires y se doctoró en Historia Primitiva de la Universidad Central de Madrid, donde también asistió al Conservatorio Real.
Hija de Felicidad Melgarejo, profesora, y Julio Carmelo Fortún, médico; hermana de Lidia Beatriz y Walter Julio Fortún, primer médico salubrista del país. Realizó la secundaria en el Liceo de Señoritas María Josefa Mujía en su ciudad natal y obtuvo el título de bachiller en la modalidad de Humanidades por la Universidad Mayor Real y Pontificia de San Francisco Xavier.

## Labor cultural
Fortún fue pionera en su país en Gestión Cultural. Creó más de 30 instituciones, organismos y programas culturales en Bolivia, sobre su patrimonio, sus científicos y sus artistas. 
En 1965, junto con la Dra. Hardman-De-Bautista, fundó el Instituto Nacional de Estudios Lingüísticos (INEL), en La Paz, bajo la Dirección de Antropología del Ministerio de Educación y Cultura. También creó el Instituto Boliviano de Cultura (IBC), el Instituto de Antropología (1975), 55 Casas de Cultura campesinas y mineras (aplicando la política intercultural), el Ballet Folklórico Nacional. Donó documentos al Museo Nacional de Arte Popular (actualmente el Museo Nacional de Etnografía y Folklore - MUSEF), y los Talleres Nacionales de Teatro, entre muchos otros. Fue agregada Cultural de la Embajada de Bolivia en México (1954-1956) y también directora general de Cultura del Ministerio de Educación (1961).
Las actuaciones de Fortún tuvieron gran repercusión en su país y consiguió el desgravamen total de las exportaciones de artesanías para países en proceso de desarrollo (Bolivia, Ecuador), en la III UNTAD; la Declaración de Potosí como Ciudad Monumental de América (Resolución N.º 12 de la Conferencia Intergubernamental de Políticas Culturales), que asigna a la Secretaría General de UNESCO la función de centralizar fondos internacionales en acción de salvamento. Así como la Inserción del folklore -creación anónima y tradicional- en la Ley Tipo de Derecho de Autor, sustituyendo el concepto de dominio público por el de propiedad de los Estados de donde son originarias las expresiones, para evitar la apropiación indebida tanto interna como externa.

## Labor antropológica y arqueológica

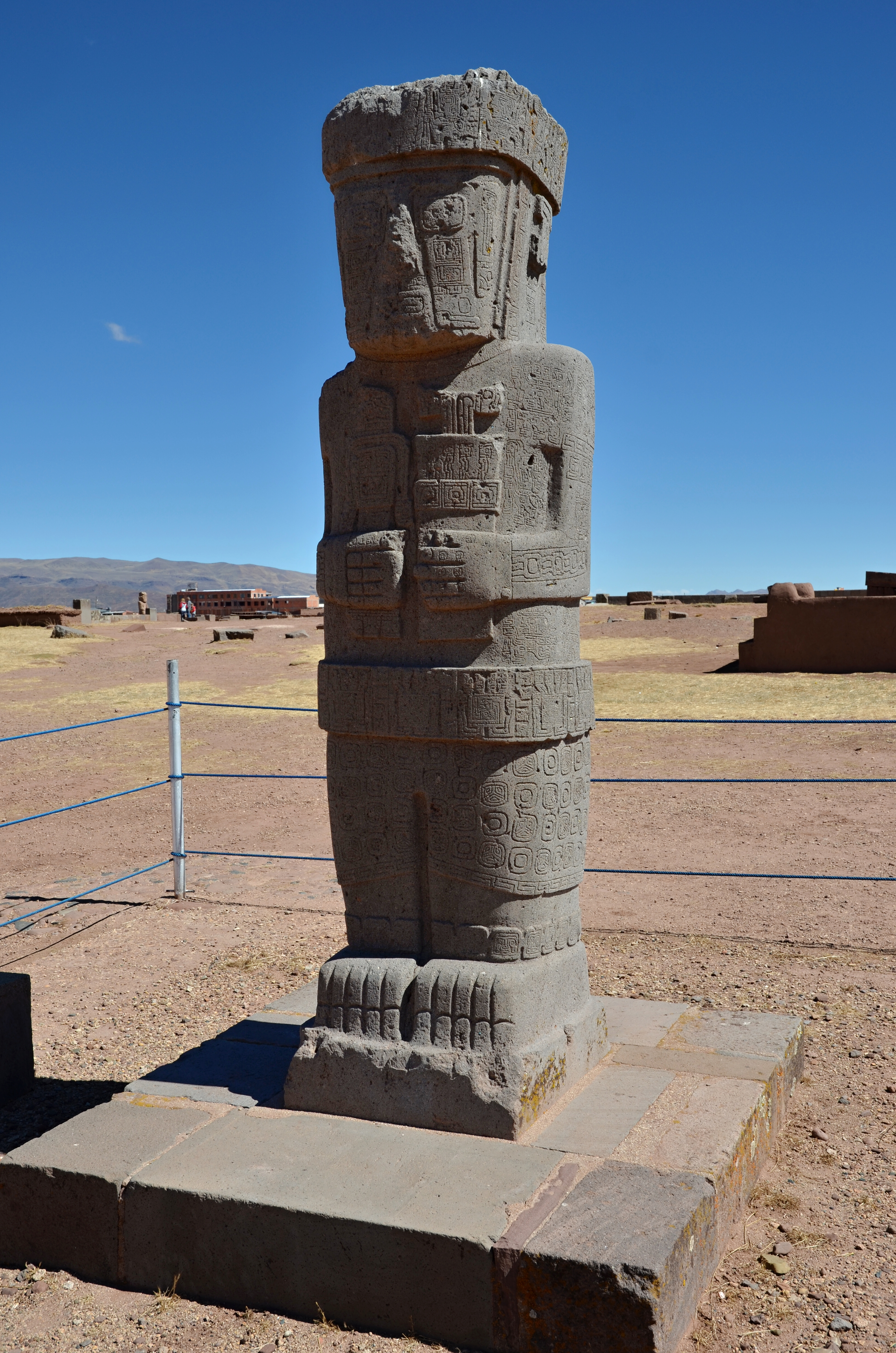
Monolito Ponce, descubierto por Julia Elena Fortún y Carlos Ponce.

En su trabajo de campo como antropóloga, Fortún contribuyó a visibilizar prácticas ancestrales de diversas comunidades originarias del occidente del país, abarcando desde los rituales para recibir a los recién nacidos hasta los cantos funerarios. Su labor ha sido fundamental para profundizar en la comprensión de las culturas precolombinas de la región. Trabajó durante tres años como arqueóloga de campo en Tiwanaku junto a Carlos Ponce, destacando por su papel en el descubrimiento y excavación del "Monolito Ponce", realizado el 8 de noviembre de 1957. Este hallazgo es considerado uno de los más significativos en la historia de la arqueología boliviana.

## Reconocimientos
Entre los numerosos reconocimientos que recibió a lo largo de su vida, destacan la Condecoración del Cóndor de los Andes (1979), el Premio Nacional de Cultura otorgado por el Estado boliviano (1989) y el título de 'Mujer de las Américas' conferido por la Unión de Mujeres Americanas con sede en Nueva York (1964). Estos galardones reflejan su relevancia tanto a nivel nacional como continental, subrayando su aporte significativo a la cultura y el reconocimiento de su obra más allá de las fronteras.
En 2020, fue incluida dentro del proyecto “Mujeres Investigadoras en los Archivos Estatales (1900-1970)” para la descripción archivística y creación de un micrositio específico en el Portal de Archivos Españoles (PARES), desarrollado entre 2020-2023. Este proyecto ha sido impulsado por la Subdirección General de Archivos Estatales, con el objetivo visibilizar la labor de investigación realizada en España por las mujeres en el intervalo 1900-1970 partiendo de los registros documentales que se conservan en los Archivos de Gestión de los AAEE del Ministerio de Cultura (el Archivo Histórico Nacional, el Archivo de la Corona de Aragón, el Archivo General de Simancas, el Archivo General de Indias, el Archivo de la Real Chancillería de Valladolid, el Archivo General de la Administración y el Centro de Información Documental de Archivos).

## Obra

### Publicaciones
- Música indígena de Bolivia (1947)
- El Dr. Mariano Serrano y nuestra nacionalidad, Sociedad Geográfica, Sucre, (1947)
- Nuestra música folklórica (1948)
- “Iniciación Musical en los Niños”, Escuela Nacional de Maestros (1948)
- “Coplas a la Virgen de Guadalupe”, Sociedad Filarmónica de Sucre (1948)
- “Cuentos Musicales para el Teatro Infantil” (Álbum; Escuela Nacional de Maestros (1949)
- “Juegos Musicales”, Álbum, Escuela Nacional de Maestros (1949)
- “Las Fiestas de Navidad en Bolivia”, Instituto Bernardino de Sehagún, Madrid (1952)
- “Antología de Navidad”, Alcaldía Municipal, La Paz (1956)
- “La Navidad en Bolivia”, Min. de Educación, La Paz (1956)
- Manual para la recolección de material folklórico (1957)
- La Danza de los diablos (1961)
- “Artesanía Popular”, Archivos del Folklore Boliviano (1961)
- “Música Folklórica Boliviana”, Council Fol. Music, Londres (1961)
- “Apuntes para el estudio de la Música Colonial en Bolivia”, La Paz (1963)
- “Acción Intercultural”, Revista Ethnos, Bonn (1968)
- “Revista Infantil Kantuta”, Min. de Educación (1968)
- “Cuestionario Folklórico para el Magisterio Nacional”, La Paz (1970)
- “Aerófonos Prehispánicos Andinos”, Lima (1970)
- “Sistema de Clasificación de Danzas Folklóricas Americanas”, Congreso de Americanistas”, Lima (1971)
- “Nuevo Enfoque del Indigenismo”, Instituto Indigenista Interamericano, México (1971)
- “Al margen del Castellano”, Instituto Caro y Cuervo, Bogotá (1972)
- “La Mujer Aymara”, Instituto Indigenista Interamericano (1972)
- “Actual Problemática del Folklore en Latinoamérica”, (denuncia internacional sobre apropiación indebida del patrimonio folklórico presentada en Kingston (1973)
- “Educación y Desarrollo Rural”, Instituto Indigenista Interamericano, Colección Breviarios, México (1974)
- “Folklore y Artesanía”, Instituto Boliviano de Cultura (1976)
- “Panorama del Folklore Nacional”, en Bolivia Mágica (1976)
- “Coexistencia Cultural Integrativa”, Alcaldía Municipal, La Paz (1977)
- “Política Cultural Boliviana” Instituto Boliviano de Cultura (1977)
- “Pioneros de la Educación Bilingüe en Bolivia”, Presencia (1984)
- “Protección de los Patrimonios Folklóricos”, Presencia (1985)
- “Desarrollo y Dinamización Cultural”, Presencia (1985)
- “Manual de Cocina – Comidas de la ciudad de La Paz en el siglo XIX”, La Paz (1987)
- “Reeducación Alimentaria para el Área Rural”, Min. de Educación, La Paz (1989)
- “Arte y sazón en la cocina de Julia Elena”, libro de cocina publicado en La Paz (2004)

#### Trabajos de investigación
- Recopilación exhaustiva y análisis etnomusicólogo de las Coplas a la Virgen de Guadalupe (Sucre, 1984)
- Recopilación de los repertorios folklóricos de todas las estudiantinas tradicionales de la ciudad de Sucre
- Descubrimiento y fichaje de los manuscritos de música colonial del Convento de San Felipe Neri y de la Catedral de Sucre (1948). Por gestiones personales fueron adquiridos por UNESCO para el Archivo Nacional de Bolivia, el que con estos aportes se convierte en el más grande repositorio americano de música colonial (1984)
- Recopilación y estudio del repertorio navideño de la ciudad de Sucre (histórico y actual, 280 villancicos)
- Investigaciones de campo en el Centro de Excavaciones Arqueológicas de Tiwanaku (tres años). Pueden citarse entre los descubrimientos personales: la estela lítica N.º 8 (monolito Ponce) que se encuentra en el centro de Kalasasaya y el cementerio Mollugontu. Realizó el registro de la ceremonia de la “Ch’alla” prehispánica, con ubicación milimétrica, de pautas alimentarias, etc.
- Investigación, por encuesta directa, a colonizadores espontáneos de Alto Beni y Chapare, con los auspicios de USAID Bolivia (1961)
- Organización y dirección de la primera investigación antropológica de una comunidad aimara (Irpa Chico) con auspicio de CEPAL (1962)
- Registro de etnomúsica y danzas mediante la organización de festivales “in situ” y asistencia a las fiestas tradicionales (521 danzas folklóricas)
- Preparación del Calendario Folklórico Nacional, por encuesta pública (aun inédito en el Instituto Nacional de Antropología)
- Investigación y registro de fiestas tradicionales bolivianas, por acuerdo con la cátedra de Folklore del Cuzco
- Determinación por análisis etnomusicólogo, de los Cancioneros Folklóricos Bolivianos (Mapa de cancioneros y determinación de características)
- Investigación de etnomedicina y medicina Folk. (contrato con recursos humanitarios de USAID)
- Investigación de instrumentos musicales prehispánicos (el capítulo de aerófonos fue publicado en Lima)
- Investigación de sistemas alimentarios en el país, desde los primeros poblamientos (arqueobotánica, etnobotánica, archivística, bibliográfica y de investigación de campo). Trabajo en actual elaboración

### Instituciones, organismos y programas culturales creados por Julia Elena Fortún
- Creación del Kindergarten Musical en la Academia de Música de la Sociedad Filarmónica de Sucre (1949)
- Creación de la Cátedra de “Iniciación Musical” con el método ampliado de Rítmica D’Alcroze (Escuela Nacional de Maestros), 1949
- Creación de la primera orquesta infantil, para niños de 4 a 10 años de edad, iniciados en la lectura musical con el método de rítmica
- Conjuntamente con los investigadores Dr. José Felipe Costas Arguedas y Víctor Varas Reyes, fundación de la Sociedad Boliviana de Folklore, 1949
- Introducción de títeres como medio auxiliar de enseñanza en las clases prácticas de las secciones Kinder y Musical de la Escuela Nacional de Maestros de Sucre, 1950
- Fundación de la revista musical “Armonía” en la Escuela Nacional de Maestros
- Creación de “Juegos Musicales” y “Cuentos Musicales para el Teatro Infantil” (aplicados en Bolivia, Argentina y Chile)
- Creación del Departamento del Folklore en el Min. de Educación (1954), ampliado en 1956 como Departamento de Arqueología, Etnografía y Folklore en 1962 como Dirección Nacional de Antropología, luego, en 1975, como Instituto Nacional de Antropología
- Organización de la Primera Exposición Nacional de Trajes Típicos en muñecos a escala, elaborados por el Magisterio Técnico Nacional de todo el país, La Paz, 1955
- Creación del Comité de Investigadores Adscritos al Departamento de Folklore (42 miembros activos en la ciudad de La Paz y 212 correspondientes en el interior del país), 1960
- Fundación y Presidencia de la Sociedad Boliviana de Antropología, 1961
- Creación de Cursos de temporada de Cultura Boliviana, que contaron con la participación de catedráticos nacionales y extranjeros de alto nivel, y alumnos becarios de las repúblicas de Perú, Brasil, Argentina y Uruguay
- Establecimiento en 1962 de las primeras exposiciones – ventas de arte popular en la ciudad de La Paz (con demostraciones prácticas de técnicas tradicionales)
- Fundación del Museo Nacional de Arte Popular (hoy Museo Nacional de Etnografía y Folklore), 1962
- Fundación del Mercado Artesanal en la ciudad de La Paz, en predio cedido por la H. Alcaldía Municipal
- Fundación del Instituto Nacional de Estudios Lingüísticos (INEL), 1964
- Fundación de la Escuela Nacional de Folklore para iniciar a niños y jóvenes en la investigación folklórica y en la interpretación de instrumentos musicales tradicionales en vías de desaparición
- Creación de 55 Casas de Cultura campesinas y mineras, aplicando la política intercultural
- Nueva estructuración del Banco del Libro, con igual finalidad. Fundación de 68 filiales en comunidades marginales, estableciendo cursos de entrenamiento para promotores, con auspicio de la OEA.
- Creación del Ballet Folklórico Nacional
- Creación del Taller de Teatro (para preparar instructores), del Taller de Teatro Infantil, del Teatro Colectivo (en idiomas nativos) y del Taller de Títeres
- Organización del “Tren Cultural” a zonas mineras, llevando obras de connotados artistas, instructores de artes plásticas, bibliotecas y otros programas culturales
- Organización de “Misiones Culturales” a fábricas y colegios suburbanos (Orquesta de Cámara, Ballet y exposiciones pictóricas de artistas nacionales)
- Programas de “Cruceros Culturales” a fronteras, pueblos y aldeas rurales
- Organización de delegaciones oficiales a Festivales Latinoamericanos de Folklore, con la intervención de Clubes Campesinos que obtuvieron primeros premios
- Formulación de la “Política de Desarrollo Artesanal”. La clasificación y definiciones fue adoptada en la reunión de especialistas convocada por la CAF (Lima, 1974) e incluida en la Carta de las Artesanías (México, 1975, auspiciada por la OEA).
- Continuo asesoramiento a sectores artesanales. Establecimiento del sistema de cursillos prácticos de técnicos de arte popular en diversas especialidades: esmaltado y repujado en cobre, corioplastía, muñequería folklórica, biscuit, cerámica, etc., sistema hoy aplicado por diversas instituciones.
- En 1963, con el auspicio de la Embajada de los Estados Unidos y con diseñadores de la Piñata Party de Nueva York, se inició el primer proyecto de aplicación de materiales y técnicas artesanales a la vestimenta contemporánea con fines de exportación, criterio que luego tuvo valiosos continuadores.
- Creación del Derecho de Recolector para la preservación de la cultura tradicional (D.S. N.º 08396, hoy incorporado al Proyecto de Ley del Patrimonio Cultural).
- A partir de 1965 inició la campaña Internacional de Protección del Folklore: Denuncia oficial en la Reunión de Caracas (OEA, 1965); En la Reunión Internacional de Música Folklórica (Kingston, 1969); En el Congreso Mundial de Antropología (Chicago, 1971), “Sociología del Folklore”; En el Congreso del Hombre Andino (Antofagasta, 1973); e) Elaboración del Memorando presentado por Bolivia al Secretario General de UNESCO pidiendo la revisión de la Convención de Ginebra para incluir la protección del folklore, documento que sirvió para que aquel organismo incluyera el folklore en la Ley Tipo de Derecho de Autor para los países en procesos de desarrollo.
- Presidenta del Panel y redactora del trabajo “Protección de las Artes Populares” en la Conferencia Continental de Derecho de Autor (que logró la aprobación de todos los países, con la abstención de Argentina).
- Elaboración de la aplicación del Pre-test de Vivienda Campesina “Cómo desearía vivir” y de la Escuela sobre Bolsas de Salud para el sector campesino (Vicepresidencia de la República, 1986).
- Elaboración del Plan Integrado de Desarrollo Rural (hombre-tierra-hábitat) y del proyecto de tecnificación del campesino a nivel medio (educación-salud-trabajo).
- Organización y participación directa en la Comisión Redactora del Proyecto de Ley del Medio Ambiente y Recursos Naturales. Responsabilidad personal: Cap. X, Educación Ambiental (proyecto que se encuentra en el Parlamento). La reglamentación de la citada Ley fue tomada como modelo por el PNUMA en México.
- Elaboración del Proyecto de Ley del Patrimonio Cultural, con la participación de especialistas de área (proyecto que será presentado al H. Congreso Nacional).
- Investigación etnohistórica y elaboración del proyecto de Reeducación Alimentaria, como único camino contra la malnutrición en Bolivia, trabajo realizado para los Ministerios de Educación y Cultura, de Asuntos Campesinos y Agropecuarios, de Previsión Social y Salud Pública y de Planeamiento y Coordinación.